# Przemysław Borkowski
Przemysław Borkowski (ur. 1973 w Olsztynie) – polski pisarz, poeta, felietonista, scenarzysta i artysta kabaretowy. Współtwórca i aktor Kabaretu Moralnego Niepokoju.

## Życiorys
Absolwent filologii polskiej Wydziału Polonistyki Uniwersytetu Warszawskiego.
Od 1995 jest jednym z członków i współautorem tekstów Kabaretu Moralnego Niepokoju.
Napisał kilka powieści i zbiorów opowiadań, a także trylogię kryminalną o psychologu Zygmuncie Rozłuckim (Zakładnik, Niedobry pasterz, Widowisko).
Był felietonistą portalu Onet.pl, miesięcznika „Kariera” i dziennika „Metropol”. Współpracował z tygodnikiem „Przekrój” i kwartalnikiem „Fronda”. Na łamach „Frondy” ukazało się ponadto jego opowiadanie Miasteczko Dermań.

## Książki
- Zeszyt w trzy linie (tomik wierszy z 2000 roku; współautorzy: Mikołaj Cieślak i Robert Górski)
- Gra w pochowanego (powieść; wyd. Fabryka Słów 2009)[6]
- Opowieści Central Parku (zbiór opowiadań; wyd. Pisze Się 2011)[7]
- Hotel Zaświat (powieść; wyd. Oficynka 2013)[8]
- Zakładnik (kryminał; wyd. Czwarta Strona 2017)[9]
- Niedobry pasterz  (kryminał; Czwarta Strona 2018)[10]
- Widowisko (kryminał: Czwarta strona 2019)[11]
- Rytuał łowcy (thriller: Czwarta Strona 2020)[12]
- Śmierć nie ucieknie (thriller: Czwarta Strona 2021)[13]
- Wieża strachu (thriller: Czwarta Strona 2022)[14]
- Diabelski krąg (thriller: Czwarta Strona 2024)[15]
- Noc poślubna (thriller: Czwarta Strona 2024)[16]
- Nie bierz nic z takich miejsc (thriller: Czwarta Strona 2025)[17]

## Filmografia
- 2007 Ryś – w roli „młodego, ale uczciwego”[17]
- 2012 Hans Kloss. Stawka większa niż śmierć – koordynacja grup rekonstrukcyjnych
- 2017 Ucho Prezesa – Piłsudski (w śnie prezesa)
- 2021 Piękni i bezrobotni[18]